# Скопінцев Андрій Борисович
Андрій Борисович Скопінцев (рос. Андрей Борисович Скопинцев; 28 вересня 1971, м. Електросталь, СРСР) — російський хокеїст, захисник. 
Вихованець хокейної школи «Елемаш» (Електросталь). Виступав за «Крила Рад» (Москва), «Сов'єт Вінгс» (ІХЛ), «Аугсбург Пантерс», ТПС (Турку), «Тампа-Бей Лайтнінг», «Клівленд Ламберджекс» (ІХЛ), «Детройт Вайперс» (ІХЛ), «Орландо Солар Бірс» (ІХЛ), «Атланта Трешерс», «Динамо» (Москва), «Витязь» (Чехов), «Сибір» (Новосибірськ), ХК МВД, «Динамо» (Балашиха). 
В чемпіонатах НХЛ — 40 матчів (2+4). В чемпіонатах Фінляндії — 94 матчі (5+15), у плей-оф — 14 матчів (1+2). В чемпіонатах Німеччини — 46 матчів (10+20), у плей-оф — 7 матчів (3+2).
У складі національної збірної Росії учасник чемпіонатів світу 1995, 1996, 1997, 1998 і 2004 (33 матчі, 6+2).
Досягнення
- Чемпіон Росії (2005)
- Чемпіон Євроліги (1997)
- Срібний призер чемпіонату Фінляндії (1997)
- Володар Кубка європейських чемпіонів (2006).